# Bloch MB.210
Блок MB.210 (фр. Bloch MB.210) — французский цельнометаллический средний ночной бомбардировщик Второй мировой войны с убирающимся шасси, с хвостовым колесом. Самолёт разработан в конструкторском бюро фирмы «Société des Avions Marcel Bloch» под руководством М. Блока. Первый полет совершил 23 ноября 1934 года. Являлся развитием конструкции Bloch MB.200.
На вооружение ВВС Франции самолёт поступил в декабре 1935 года. В ВВС Румынии находился с июня 1937 года. В ВВС Республиканских испанских ВВС с 1937 года. С декабря 1942 года в применялся в ВВС Болгарии (в качестве транспортного самолёта).
В боевых действиях самолёты впервые были применены на стороне республиканцев во время Гражданской войны в Испании в 1937 году.
Во Битве за Францию MB.200 использовались только в качестве ночных бомбардировщиков и разведывательных самолётов.
Во Франции MB.200 снят с вооружения в ноябре 1942 года.

## Тактико-технические характеристики
Приведённые ниже характеристики соответствуют модификации MB.210:
Источник данных: «Уголок неба»

Технические характеристики
- Экипаж: 5 человек
- Длина: 18,84 м
- Размах крыла: 22,85 м
- Высота: 4,2 м
- Площадь крыла: 62,5 м²
- Нормальная взлётная масса: 9 720 кг
- Максимальная взлётная масса: 10 220 кг
- Силовая установка: 2 × воздушных Gnome et Rhône 14Kirs
- Мощность двигателей: 2 × 950 л. с. (2 × 700 кВт)

Лётные характеристики
- Максимальная скорость: 322 км/ч на высоте 4 300 м
- Крейсерская скорость: 240 км/ч
- Практическая дальность: 1 690 км
- Практический потолок: 9 850 м
- Нагрузка на крыло: 156 кг/м²
- Тяговооружённость: 0,204 л. с./кг

Вооружение
- Стрелково-пушечное: 3 × 7,5 мм пулемёта MAC 1934 (в носовой, верхне- и  нижнефюзеляжной точках)
- Боевая нагрузка: до 1600 кг бомб